# Демократска заједница војвођанских Мађара
Демократска заједница војвођанских Мађара (мађ. Vajdasági Magyarok Demokratikus Közössége; скраћено ДЗВМ или VMDK) је политичка странка у Србији која представља мађарску мањину у Војводини.
Основана 1990. године, водио ју је Андраш Агоштон, а затим Шандор Пал до његове смрти 2010. Од 2021. вођа странке је Арон Чонка. Седиште се налази у Бечеју. Прва је странка мађарске мањине у Србији, а током 1990-их имала је посланике у више састава Народне скупштине. Међутим, Савез војвођанских Мађара је 1997. заузео примат међу мађарским бирачима, а ДЗВМ од тада има само спорадично учешће у Народној скупштини и Скупштини АП Војводине. Била је део коалиције Уједињени за победу Србије са којом је учествовала на општим изборима 2022. године.

## Историја
Дана 19. децембра 1989. године, уочи вишепартијског система у Србији, група од 11 активиста покренула је иницијативу за стварање аутентичне организације Мађара у Србији. Демократска заједница војвођанских Мађара формирана је 31. марта 1990. године у Дорослову, селу у северној Војводини. Њен први вођа био је Андраш Агоштон. На првим посткомунистичким парламентарним изборима у Србији одржаним исте године освојили су 2,64% гласова, освојивши 8 места у Народној скупштини.
Усред растућих етничких тензија, југословенских ратова 1990-их и притиска српског национализма, странка је радикализовала свој програм и захтевала снажну аутономију Мађара у Србији, сличну онима које су тражили Срби у Хрватској и Босни у то време. Пошто је нови курс перципиран као сувише радикалан, неколико партија се 1994. године одвојило од ДЗВМ, а Савез војвођанских Мађара је постао доминантна странка међу српским Мађарима. Године 1997, Агоштон је напустио ДЗВМ, формирајући Демократску странку војвођанских Мађара. Шандор Пал је преузео место председника ДЗВМ, али странка никада није повратила свој ранији утицај.

## Учешће на изборима

### Парламентарни избори
| Година | Гласови          | % од важећих     | Мандати | Промена    | Коалиција         | Статус      |
| ------ | ---------------- | ---------------- | ------- | ---------- | ----------------- | ----------- |
| 1990.  | 132.726          | 2,64%            | 8 / 250 | 8          |                   | опозиција   |
| 1992.  | 140.825          | 2,98%            | 9 / 250 | 1          |                   | опозиција   |
| 1993.  | 112.342          | 2,61%            | 5 / 250 | 4          |                   | опозиција   |
| 1997.  | 16.812           | 0,41%            | 0 / 250 | 5          |                   | без мандата |
| 2000.  | није учествовала | није учествовала | 0 / 250 | Стагнација |                   | без мандата |
| 2003.  | није учествовала | није учествовала | 0 / 250 | Стагнација |                   | без мандата |
| 2007.  | 12.940           | 0,32%            | 0 / 250 | Стагнација | МС                | без мандата |
| 2008.  | 74.874           | 1,81%            | 0 / 250 | Стагнација | МК                | без мандата |
| 2012.  | 24.993           | 0,63%            | 0 / 250 | Стагнација | СЗ                | без мандата |
| 2014.  | 204.767          | 5,70             | 0 / 250 | Стагнација | са НДС—ЗС—ЛСВ—ЗЗС | без мандата |
| 2016.  | није учествовала | није учествовала | 0 / 250 | Стагнација |                   | без мандата |
| 2020.  | није учествовала | није учествовала | 0 / 250 | Стагнација |                   | без мандата |
| 2022.  | 520.469          | 14,09            | 0 / 250 | Стагнација | УЗПС              | без мандата |
| 2023.  | није учествовала | није учествовала | 0 / 250 | Стагнација |                   | без мандата |

### Покрајински избори
На покрајинским изборима у Војводини 2008. године, странка је била део Мађарске коалиције, која је у првом изборном кругу освојила 7% гласова.
На покрајинским изборима у Војводини 2012. године, странка је била део коалиције Све заједно, која је у првом изборном кругу освојила 0,47% гласова и која није освојила ниједно место у покрајинској скупштини.

### Локални избори
На локалним изборима у Србији 2008. године, странка је била део Мађарске коалиције, која је освојила већину гласова у Кањижи (50,91%), као и већи број гласова у Сенти (31,87%), Бачкој Тополи (46,25%), Малом Иђошу (37,18%) и Бечеју (29,63%).
На локалним изборима у Србији 2012. године, странка је била део коалиције Све заједно, која није освојила већи број гласова ни у једној општини у Војводини.